# Aurivilliola
Genre
Synonymes
- Aurivillia Roewer, 1910 nec Tutt, 1902

Aurivilliola est un genre d'opilions eupnois de la famille des Sclerosomatidae.

## Distribution
Les espèces de ce genre se rencontrent en Asie du Sud et en Asie du Sud-Est.

## Liste des espèces
Selon World Catalogue of Opiliones (06/05/2021) :
- Aurivilliola annamensis Roewer, 1927
- Aurivilliola aurivillii (Thorell, 1894)
- Aurivilliola bispinifera Roewer, 1929
- Aurivilliola difformis Roewer, 1955
- Aurivilliola ephippiata Roewer, 1955
- Aurivilliola fagei Schenkel, 1963
- Aurivilliola femoralis Roewer, 1955
- Aurivilliola hirsuta Roewer, 1912
- Aurivilliola javana Roewer, 1931
- Aurivilliola nigripalpis Roewer, 1929
- Aurivilliola palpalis Roewer, 1915
- Aurivilliola segregata Roewer, 1955
- Aurivilliola sepia (Loman, 1892)
- Aurivilliola shanica Roewer, 1929
- Aurivilliola sumatrana Roewer, 1931
- Aurivilliola tibialis Roewer, 1955
- Aurivilliola timorensis Schenkel, 1944

## Publication originale
- Roewer, 1910 : « Bemerkungen zu einigen neuen Gattungen der Opiliones Plagiostethi. » Entomologische Rundschau, vol. 27, p. 177 (texte intégral).
- Roewer, 1910 : « Revision der Opiliones Plagiostethi (= Opiliones Palpatores). I. Teil: Familie der Phalangiidae. (Subfamilien: Gagrellini, Liobunini, Leptobunini). » Abhandlungen aus dem Gebiete der Naturwissenschaften, herausgegeben vom Naturwissenschaftlichen Verein in Hamburg, vol. 19, p. 1–294.